# Roy Massey
Roy Massey (ur. 10 września 1943 w Mexborough w Yorkshire w Anglii) – były angielski piłkarz, obecnie trener.
Jako piłkarz, Massey występował na pozycji środkowego napastnika w Rotherham United (1964-67), Leyton Orient (1967-69) i Colchester United (1969-71). Swoją karierę piłkarską zakończył w 1971, lecz nie rozstał się z futbolem i został trenerem, najpierw w Colchester United, zaś później w Norwich City. W 1999 przybył do Arsenalu Londyn, gdzie do dzisiaj zajmuje się szkoleniem zespołów młodzieżowych w kategoriach wiekowych od U-9 do U-16.